# 映画 すみっコぐらし とびだす絵本とひみつのコ
『映画 すみっコぐらし とびだす絵本とひみつのコ』（えいがすみっこぐらし とびだすえほんとひみつのこ）は、2019年に公開された日本のアニメーション映画であり、ファンワークスが制作し、アスミック・エースが配給を担当した。
サンエックスのキャラクター群・すみっコぐらしを原作としており、同社にとって初めてのアニメ映画である。
開発チーム完全監修のオリジナルストーリーが描かれ、ナレーションは20th Centuryの井ノ原快彦と俳優の本上まなみが担当する。
本作は2019年11月8日に約110スクリーン規模で公開した直後から、泣ける映画として話題を呼んだ。また、上映されていない地方からの問い合わせがアスミック・エースに寄せられ、同年11月末から12月頭にかけて約10スクリーン規模でのセカンド上映が決定した。
第29回日本映画批評家大賞アニメーション作品賞受賞作品。

## あらすじ
いつも通り喫茶すみっコにご飯を食べに行ったところ、地下室にあった絵本にすみっコたちが吸い込まれてしまう。たどり着いたのは絵本の中の世界であり、すみっコたちは絵本の登場人物になっていた。絵本の中でひよこ？と出会い、似た者同士だと勘違いしたぺんぎんを筆頭にひよこ？のお家（ひよこ？が登場人物の物語）を探したが、正体は絵本の落書きであった。すみっコたちと一緒に絵本の外に出ようと試みるが、絵本の外に出られないひよこ？はすみっコたちに手を振り続けた。
絵本の外に戻ったすみっコたちは絵本にひよこ？のおうちとすみっコたちを描いてあげた。

## 本作でのゲストキャラクター
ひよこ？
すみっコたちが迷い込んだ絵本の世界にいた。
自分が誰で、どこから来たのか全く分からず仲間を探していた。似たもの同士と考えたぺんぎん？を筆頭に、すみっコ達と絵本の中で自分の仲間を探す冒険をする。

## 主題歌
「冬のこもりうた」
作詞 - 高橋久美子 / 作曲・編曲 - 伊藤ゴロー / 歌 - 原田知世

## スタッフ
- 原作 - よこみぞゆり（サンエックス）[1]
- 監督 - まんきゅう[1]
- 脚本 - 角田貴志（ヨーロッパ企画）[1]
- 絵コンテ・演出 - 浅井幸信、千田宏
- CGディレクター - 熊倉ちあき
- CGプロデューサー - 濱中裕、奥村優子
- 美術監督 - 日野香緒里[1]
- 音楽 - 羽深由理、出羽良彰、堀川真理子
- 音楽プロデューサー - 千田耕平
- アニメーションプロデューサー - 石原由加里
- プロデューサー - 竹内文恵、鈴木正人、望月泰江
- 音楽制作 - CURRENT Inc.
- アニメーション制作 - ファンワークス[1]
- 配給 - アスミック・エース[1]
- 製作 - 日本すみっコぐらし協会 映画部（アスミック・エース、サンエックス、ファンワークス、タカラトミー、イマジニア、日本コロムビア、ジェイアール東日本企画、主婦と生活社、イオンエンターテイメント、システムサービス、日本出版販売）

## 作品背景

### 企画
本作の規格が持ち上がったのは2016年ごろであり、この時点では45分の作品を想定しており、すみっコたちより小さなオリジナルキャラクターが登場する予定だった。

### 制作
制作は2018年夏頃から始まり、その際「いつものすみっコとはかけ離れすぎない」「いつもと違う新鮮な姿をみせる」「グッズがお客さんに喜んでもらえる」という「3つのだいじなこと」を守るようにしたという。この3つの課題を解決するために選ばれたのが「絵本の中に入る」というアイディアであった。
2018年の秋からCGアニメーションの制作が始まり、最初は「ぺんぎん?」の3DCGから制作し、3週間ほどかけて各キャラごとに派生していった。その中でフォルムが微妙に異なる事が発覚し、アニメーションを制作する前に5体のすみっコを一から作り直したという。モデル制作を進める際にはすみっコぐらしチームからグッズ用の三面図等の資料を提供してもらった上で詳細が詰められた。また、キャラクターの個性を掴む上で原作に描かれた各キャラのポーズ集を作成する必要があったが、膨大な資料の前に作業が難航。結果的にサンエックスから社内で使用されているスタイルガイドを提供してもらった上で、作業が進められた。2頭身で可動パーツは少なくて済んだものの、カメラアングルやレンズのミリ数が変わるとキャラ崩れが生じやすいことがわかり、形状を細かく調整できるような複雑なリグが必要になったとされている。
2019年2月にテスト試写を実施。セリフフォント、キャラクターのラインや色味、背景美術の質感など、劇場スクリーンでの見え方を確認した。
なお、制作にあたっては「すみっコたちのセリフに声をあててしまうと、ファンが違和感を覚える恐れがある」という点が原作者から指摘されており、「すみっコたちに声をつけてセリフを喋らせたくない」という申し入れがアニメ制作チームに寄せられていた。ただし、ナレーションや文字や吹き出しによる表現は認められていたため、そのようにした。監督を務めたまんきゅうは、今思えば声をつけなくても十分感情表現は伝わったと、2020年の「超!アニメディア」とのインタビューの中で振り返っている。

## 関連作品

### 書籍（映画）
- 小説『映画 すみっコぐらし とびだす絵本とひみつのコ』角川つばさ文庫、2019年10月31日、ISBN 978-4-04-631938-8
- 『映画 すみっコぐらし とびだす絵本とひみつのコ マグネットブック』主婦と生活社、2019年11月1日、ISBN 978-4-391-15425-2
- 『映画 すみっコぐらし とびだす絵本とひみつのコ ストーリーブック』主婦と生活社、2019年11月8日、ISBN 978-4-391-15420-7
- 絵本『映画 すみっコぐらし とびだす絵本とひみつのコ』講談社、2019年11月11日、ISBN 978-4-06-517085-4

### その他関連作品
- CD 『映画 すみっコぐらし とびだす絵本とひみつのコ オリジナル・サウンドトラック』ランブリング・レコーズ、2019年11月8日、RBCP-3347
- コンピュータゲーム「映画 すみっコぐらし　とびだす絵本とひみつのゲームであそぼう！　絵本の世界」

据置機ゲーム第四弾。第一弾の映画版とのタイアップ作品。映画に関連したミニゲームを楽しむことができる。

## 反響
本作は、2019年8日～10日までの3日間で、全国の動員数11万4280人、興収1億3287万3500円を記録し、インターネット上では「泣ける」作品として話題を呼んだほか、映画パンフレットやノベライズ版も重版出来となっている。
加えて、2019年11月13日に新宿ピカデリーで行われた男性ファン向け上映会『ぼくらもすみっコ応援団！上映会』は、上映前の時点ですでにチケットが完売するほどの人気ぶりだった。
さらに、2019年11月8日に約110スクリーン規模で公開した直後から、上映されていない地方からの問い合わせがアスミック・エースに寄せられ、同年11月末から12月頭にかけて約10スクリーン規模でのセカンド上映が決定した。
そして、日本映画製作者連盟が発表した2020年1月時点の累計興行収入は14.5億円にまで上った。
原作者であるよこみぞや、映画の製作スタッフはこの人気ぶりが予想外だったと2021年のオリコンとのインタビューの中で振り返っている。